# Algernon Percy, 4. vévoda z Northumberlandu
Algernon Percy, 4. vévoda z Northumberlandu (Algernon Percy, 4th Duke of Northumberland, 5th Earl of Northumberland, 4th Earl Percy, 5th Baron Warkworth, 5th Baron Percy, 4th Baron Lovaine, 1st Baron Prudhoe) (15. prosince 1792, Alnwick Castle, Anglie – 12. února 1865, Alnwick Castle, Anglie) byl britský admirál a politik z bohaté šlechtické rodiny. Za napoleonských válek dosáhl u královského námořnictva hodnosti kapitána. Od roku 1816 byl členem Sněmovny lordů, po starším bratrovi zdědil v roce 1847 titul vévody. Proslul jako mecenáš zeměpisných výprav a anglikánské církve, v politice patřil ke konzervativcům, v roce 1852 byl krátce ministrem námořnictva. Byl rytířem Podvazkového řádu a v roce 1862 dosáhl hodnosti admirála.

## Životopis

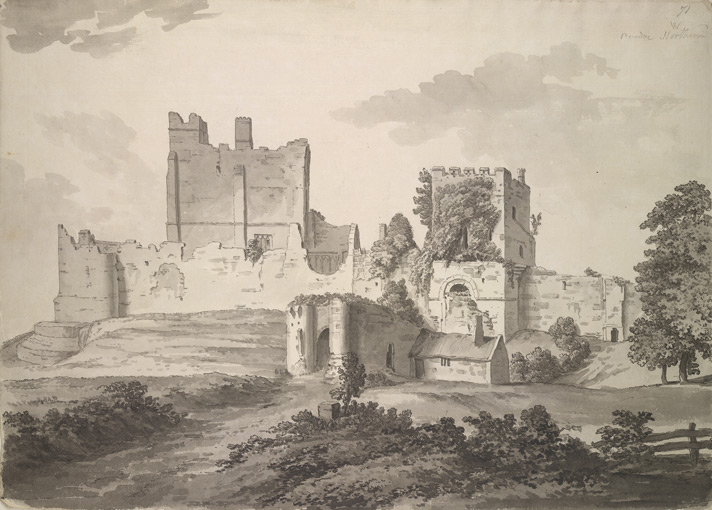
Zřícenina hradu Prudhoe Castle (Northumberland)

Pocházel z významného šlechtického rodu Percyů, byl nejmladším synem generála Hugha Percyho, 2. vévody z Northumberlandu. Studoval v Etonu a Cambridgi, mezitím se jako dobrovolník zúčastnil napoleonských válek a v Royal Navy dosáhl hodnosti kapitána (1815). V roce 1816 byl povýšen na barona Prudhoe a vstoupil do Sněmovny lordů (titul byl odvozen od názvu jednoho z rodových sídel Prudhoe Castle v hrabství Northumberland). Podporoval zeměpisné výpravy a na jeho počest bylo pojmenováno město Prudhoe Bay na Aljašce. Od mládí byl členem Královské společnosti (1818), dále byl členem Královské zeměpisné společnosti a Královské astronomické společnosti, získal také čestné doktoráty na univerzitách v Cambridge a Oxfordu. Po starším bratrovi zdědil v roce 1847 titul vévody z Northumberlandu a rodové statky. Mimo aktivní službu byl v roce 1850 povýšen na kontradmirála a v Derbyho vládě zastával od února do srpna 1852 funkci ministra námořnictva, od roku 1852 byl též členem Tajné rady. V roce 1853 obdržel Podvazkový řád a v roce 1862 dosáhl hodnosti admirála. Zemřel na hlavním rodovém sídle Alnwick Castle (Northumberland), je pohřben ve Westminsterském opatství.
V roce 1842 se oženil s Eleanor Grosvenor (1820–1911), sestrou 1. vévody z Westminsteru. Jejich manželství zůstalo bezdětné a titul vévody pak zdědil Algernonův bratranec George Percy (1778–1867). Ten pak vzápětí pod nátlakem veřejného zájmu prodal za půl miliónu liber hlavní rodové sídlo v Londýně, městský palác Northumberland House.